# A.K. Cajander
Aimo Kaarlo Cajander, född den 4 april 1879 i Nystad, död 21 januari 1943 i Helsingfors, var en finländsk politiker för det Nationella Framstegspartiet och statsminister i tre regeringar. Han verkade även som försvarsminister i Manteres regering.

## Biografi
Cajander blev 1904 docent i botanik, forstkandidat 1906, filosofie doktor 1915 och 1911 professor i skogsvärdeslära vid Helsingfors universitet. Han var även tillförordnad direktör för Evois forstinstitut från 1907, lärare i skogsskötsel vid Helsingsfors universitet 1908 samt generaldirektör vid Finlands Forststyrelse 1921.
Han företog flera vetenskapliga resor till Olonets, Onega och Vitahavsområdet, Sibirien samt till olika delar av Centraleuropa. Han studerade under sina resor främst torvmossarnas utveckling, växtarternas invandringsvägar och förhållandet mellan klimat, jordmån och vegetation samt skilda skogstyper. Han uppställde riktlinjer och arbetsprogram för växtgeografiska och växttopografiska undersökningar och är upphovsman till den så kallade skogstypsläran.

### Cajanders regeringar
Cajander var statsminister i tre regeringar:
- Cajanders första regering: 2 juni 1922 till 14 november 1922 (166 dagar)
- Cajanders andra regering: 18 januari 1924 till 31 maj 1924 (135 dagar)
- Cajanders tredje regering: 12 mars 1937 till 1 december 1939 (995 dagar)

Förutom statsminister var han biträdande lantbruksminister (1922) samt försvarsminister (1928–1929).
Omedelbart efter Sovjetunionens anfall mot Finland den 30 november 1939 rekommenderade överbefälhavaren Gustaf Mannerheim president Kallio att denne skulle utse en ny regeringsbildare.

### Modell Cajander
Under vinterkriget namngavs soldatuniformen (eller mera avsaknad av denna) efter Cajander. Denna uniform bestod av den stridandes egen klädsel, en kokard och ett bälte. I juni 1939 hade Cajander uttryckt sin förnöjdhet över att arméns anskaffningar (och kostnaderna) hade överförts till nästa år. Detta visade sig vara en grav felbedömning och ett stort men i det kommande kriget.

### Familj
Aimo Cajander var bror till agronomen Eino Cajander.

## Utmärkelser
- Kommendör med stora korset av Nordstjärneorden, 1929.[2]